# Matthew Taylor
Matthew Taylor (Oxford, 27 de Novembro de 1981) é um futebolista inglês que atua como meia. Atualmente defende o Burnley.
A sua incrível performance no inicio da carreira chamou à atenção dos clubes da Premier League, porém o próprio decidiu antes assinar um contrato na Primeira Divisão com o Portsmouth por 750,000 libras.
O seu primeiro golo nesta nova era foi contra o Middlesbrough no dia 1 de fevereiro de 2005 e, no dia 29 de outubro de 2005, marcou um grande golo a 37 metros da baliza adversária, ganhando o Golo do mês da BBC.